# Tätowierfarbe

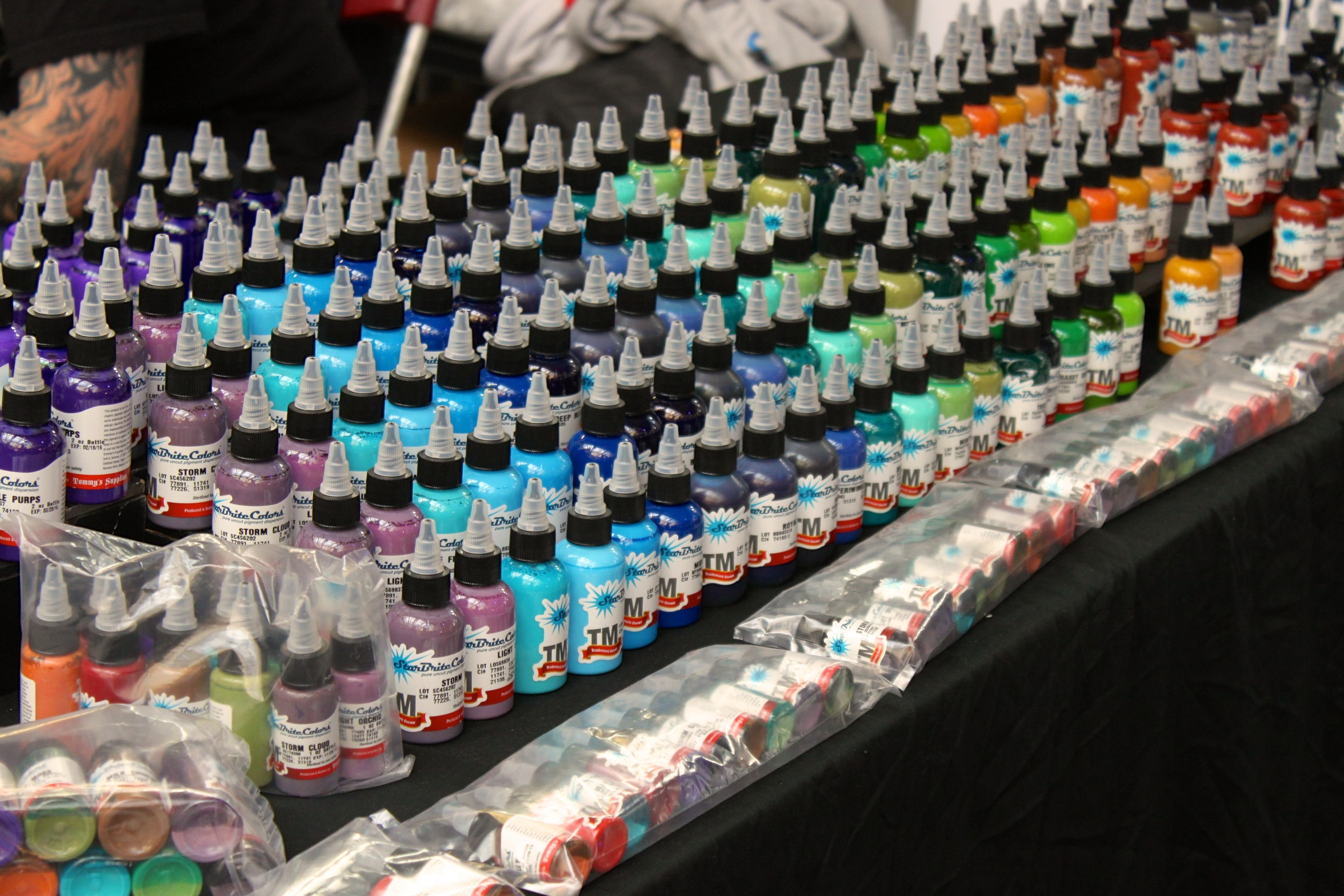
Verschiedene Tätowierfarben

Eine Tätowierfarbe ist eine Spezialtinte für die künstliche Pigmentierung der Haut. Meist werden von Tätowierern vorgemischte Farben verwendet, seltener eigene Mischungen, die in der Regel mittels einer Tätowiermaschine in die Haut eingebracht werden.

## Zusammensetzung und Inhaltsstoffe
Tätowierfarben bestehen vom Volumen her etwa zur Hälfte aus Pigmenten, zur anderen Hälfte aus Lösungsmittel oder Dispergiermittel (zumeist Wasser oder Alkohol, Propylenglykol,  aber auch Öle und Glycerin) sowie Verdickungs- und Konservierungsmittel. Die Pigmente basieren auf organischen oder anorganischen Stoffen. Zu den gesundheitlich problematischen Stoffen werden Polyzyklische aromatische Kohlenwasserstoffe (PAK) und Schwermetalle gerechnet. Heute ersetzen oftmals Azopigmente die Metallverbindungen.
Zu den Schwermetallen, die für Farben verwendet werden, gehören Quecksilber (rot), Blei (gelb, grün, weiß), Cadmium (rot, orange, gelb), Nickel (schwarz), Zink (gelb, weiß), Chrom (grün), Kobalt (blau), Aluminium (grün, violett), Titan (weiß), Kupfer (blau, grün), Eisen (braun, rot, schwarz) und Barium (weiß). Zu den verwendeten Metalloxiden gehören Berliner Blau und Kaliumhexacyanidoferrat(III) (Ferricyanid; gelb, rot, grün, blau). Zu den verwendeten organischen Chemikalien gehören Azofarbstoffe (orange, braun, gelb, grün, violett) und auf Naphtha basierende Farben (rot). Auch Kohlenstoff (Ruß oder Asche) wird für Schwarz verwendet. Seltener finden Pigmente auf Basis von Antimon, Arsen, Beryllium, Calcium, Lithium, Selen und Schwefel Verwendung. Einige Hersteller verwenden Aufheller wie Blei oder Titan, um die Produktionskosten ihrer Tätowiertinten zu senken. Es ist bekannt, dass mit Metallallergenen verunreinigte Tätowiertinten schwere Reaktionen hervorrufen, die manchmal erst Jahre später auftreten, wenn die Originaltinten nicht mehr für Tests zur Verfügung stehen.
Pro cm² Haut werden ein bis zwei Milligramm Pigmente eingebracht.
Neben herkömmlichen Tätowierfarben bieten Hersteller auch vegane Tätowierfarben, -zubehör und Pflegeprodukte an, bei deren Herstellung keine Produkte tierischen Ursprungs oder Tierversuche zum Einsatz kommen.

## Medizinische Aspekte
Tätowierfarben können die Gesundheit gefährden (unter anderem Infektionen, Allergien, mutagene Wirkung). Ferner entstehen bei der Laserentfernung Spaltprodukte, von denen die Langzeitwirkung noch nicht genau bekannt ist; vermutet wird, dass sich ein Teil der gespaltenen Farbpigmente in Leber, Milz und Lymphknoten anreichert.

## Regulierung

### Europäische Union
Die Europäische Union plante 2020 wegen gesundheitlicher Risiken ein Verbot der Pigmente „Blau 15:3“ und „Grün 7“ für Tätowierfarben, da deren Dokumentation nicht den Anforderungen der EU-Chemikalienverordnung REACH genüge. Schließlich wurde aufgrund noch fehlender sicherer Alternativen eine Übergangsfrist von 24 Monaten bis zum 4. Januar 2023 gewährt.
Zu den gesetzlichen Vorgaben für die Herstellung und von Verwendung von Tätowierfarben zählen:
- Resolution ResAP(2003)2 on tattoos and permanent make-up vom 19. Juni 2003, Europarat[11]
- Resolution ResAP(2008)1 on requirements and criteria for the safety of tattoos and permanent make-up vom 20. Februar 2008, Europarat[12]

- Verordnung (EU) 2020/2081 der Kommission vom 14. Dezember 2020 zur Änderung des Anhangs XVII der Verordnung (EG) Nr. 1907/2006 des Europäischen Parlaments und des Rates zur Registrierung, Bewertung, Zulassung und Beschränkung chemischer Stoffe (REACH) betreffend Stoffe in Tätowierfarben oder Permanent-Make-up[13]

#### Deutschland
- Tätowiermittel-Verordnung vom 13. November 2008, Deutschland[14]

#### Österreich
- Verordnung des Bundesministers für Wirtschaft und Arbeit über Ausübungsregeln für das Piercen und Tätowieren durch Kosmetik(Schönheitspflege)-Gewerbetreibende vom 14. Februar 2003, Österreich[15]

#### Schweiz
- Verordnung über Gegenstände für den Humankontakt vom 23. November 2005, Schweiz[16]

### Vereinigte Staaten
In den Vereinigten Staaten unterliegen Tätowiertinten als Kosmetika und Farbzusätze der Regulierung durch die Food and Drug Administration (FDA). Diese Regelungsbefugnis wird jedoch nicht allgemein ausgeübt. Die FDA und praktische Mediziner haben 2009 lediglich festgestellt, dass viele der in Tätowierungen verwendeten Pigmente „… für Farben in Industriestärke für Druckertinte oder Autolacke geeignet sind“.
Im US-Bundesstaat Kalifornien schreibt der Volksentscheid California Proposition 65 vor, dass Kalifornier vor dem Kontakt mit bestimmten schädlichen Chemikalien gewarnt werden müssen. Daher müssen Tätowierstudios in diesem Bundesstaat ihre Kunden warnen, dass Tätowiertinten Schwermetalle enthalten, die bekanntermaßen Krebs, Geburtsfehler und andere Fortpflanzungsschäden verursachen.